# Yumara Rodrigues
Yumara Rodrigues (nascida Lygia Quintella Lins; Conde, 27 de agosto de 1934 – Salvador, 2 de novembro de 2024) foi uma atriz, diretora e produtora de teatro brasileira considerada "a grande dama do teatro baiano".

## Biografia
Yumara Rodrigues nasceu Lygia Quintella Lins na cidade de Conde, Bahia, em 27 de agosto de 1934, filha de Alodia de Quintella Lins.
Sua primeira referência teatral foram os circos que passavam pela cidade. Ainda jovem, mudou-se para Salvador, onde fez magistério e começou a trabalhar e estudar. Em 1958, fez teste com o diretor Graça Mello, especialmente convidado para dirigir o espetáculo de inauguração do Teatro Castro Alves, para a peça Um Bonde Chamado Desejo, de Tennessee Williams. Antes da estreia, no entanto, o teatro pegou fogo e a programação foi cancelada.
Em 1960, atuou em O Canto do Cisne, de Anton Tchekhov, e em A Moratória, de Jorge Andrade, papel que lhe rendeu a medalha de ouro como melhor atriz no 1º Festival do Autor Brasileiro, em Natal, Rio Grande do Norte. Foi convidada a participar da primeira novela produzida pela TV Itapoan, recém-instalada em Salvador. A trama, intitulada Colégio Interno (1961), de Luiz Maranhão, foi apresentada ao vivo. No mesmo ano, atuou no filme O Pagador de Promessas, de Anselmo Duarte, e também no espetáculo A Hora Marcada, de Isaac Gondim Filho. Com À Margem da Vida (1965), de Tennessee Williams, venceu a premiação concedida pelo Jornal da Bahia na categoria de melhor atriz. Na TV Itapoan, participou de programas como o seriado A Dama de Vermelho (1967) - também encerrado após um incêndio durante as gravações - e foi uma das fundadoras do núcleo de dramaturgia da emissora.
De 1969 a 1974, morou no Rio de Janeiro e participou de diversas produções teatrais, como Chá e Simpatia (1969), de Robert Anderson, e As Incelenças (1972), de Luiz Marinho. Na televisão, trabalhou nas novelas Bandeira 2 (1972) e O Espigão (1974), ambas de Dias Gomes. Em 1977, trabalhou com o cineasta Nelson Pereira dos Santos, no longa Tenda dos Milagres.
Em 1977, Rodrigues ficou bastante conhecida por desafiar a ditadura militar na peça Apareceu a Margarida. Escrita pelo dramaturgo e cineasta Roberto Athayde, a trama usava a metáfora de uma professora autoritária para refletir sobre a repressão do período da ditadura no Brasil. O papel que lhe rendeu o Troféu Martim Gonçalves de melhor atriz, prêmio também recebido em 1980, pela atuação em Ponto de Partida, de Gianfrancesco Guarnieri.
Em 1981, fez um concurso na Escola de Teatro e torna-se atriz da Companhia de Teatro da Universidade Federal da Bahia (UFBA). Em 1983, foi considerada destaque do ano pelo jornal Correio da Bahia por sua atuação em A Mais Forte de August Strindberg. Concluiu a graduação em direção teatral na UFBA, em 1984. No ano seguinte, recebeu um prêmio especial do Troféu Martim Gonçalves por seus papéis em A Caverna (1985), de Walter Smetak, e Dias Felizes (1985), de Samuel Beckett. Trabalhou novamente com Nelson Pereira do Santos em Jubiabá (1986). Em 1987, participou do espetáculo O Senhor Puntilla e seu Criado Matti, de Bertolt Brecht e, em 1988, criou a Oficina de Leitura Dramática na Escola de Teatro da UFBA.
Em 1996, recebeu o Prêmio Especial Bahia Aplaude e atuou no longa-metragem Tieta do Agreste, de Cacá Diegues. Além dos trabalhos como atriz, Yumara foi a primeira produtora independente de Salvador. Produziu e dirigiu musicais e peças infantis, como os textos de Maria Clara Machado Chapeuzinho Vermelho (1971), Pluft, o Fantasminha (1985) e O Rapto das Cebolinhas - espetáculo pelo qual recebeu o Prêmio Martim Gonçalves de melhor direção, na categoria infantil, em 1983.
Em 2011, quando completou 50 anos de carreira, a artista ganhou um documentário sobre sua carreira, Yumara Rodrigues, Uma Diva nos Palcos Baianos que foi lançado no Teatro Martins Gonçalves. Seu último papel foi como Aurora em um episódio da série Destino: Salvador da HBO Brasil em 2018.
Ela nunca se casou e não teve filhos. Rodrigues morreu em Salvador, Bahia em 2 de novembro de 2024 aos 90 anos.

## Filmografia

### Cinema
| Ano  | Título                 | Personagem                      | Notas         |
| ---- | ---------------------- | ------------------------------- | ------------- |
| 1962 | O Pagador de Promessas | Baiana                          | Não Creditada |
| 1977 | Tenda dos Milagres     | Mulher do Secretário de Policia | [ 8 ]         |
| 1987 | Jubiabá                | —                               |               |
| 1996 | Tieta do Agreste       | Mirinha                         |               |

### Televisão
| Ano       | Título                                        | Personagem              | Notas             | Canal      |
| --------- | --------------------------------------------- | ----------------------- | ----------------- | ---------- |
| 1961      | Colégio Interno                               | —                       |                   | TV Itapoan |
| 1964/1967 | Núcleo de Dramaturgia                         | —                       | Atuação e Direção | TV Itapoan |
| 1965      | A Dama de Vermelho                            | —                       |                   | TV Itapoan |
| 1972      | Bandeira 2                                    | —                       |                   | TV Globo   |
| 1974      | O Espigão                                     | —                       |                   | TV Globo   |
| 2011      | Yumara Rodrigues, Uma Diva nos Palcos Baianos | Ela mesma / Homenageada | Documentário      | TVE Bahia  |
| 2018      | Destino: Salvador                             | Aurora                  |                   | HBO Brasil |

## Música
- 2000: CD Poesias Primeira Comunhão: Yumara Rodrigues/Bahiatursa da Gravadora Oficial do Governo do Estado da Bahia - Declamadora

## Teatro
- 1958: Um Bonde Chamado Desejo - (ensaio)
- 1960: A Moratória
- 1960: O Canto do Cisne
- 1961: A Hora Marcada
- 1963: À Margem da Vida
- 1968: A Boa Alma de Setsuan - Chen Tê, a Prostituta/Chui Tá, o Primo
- 1968: Gonzaga - Assistência de Produção
- 1969/1970: Chá e Simpatia
- 1973: As Incelenças
- 1973: O Rapto das Cebolinhas - Direção e Produção
- 1977: Apareceu a Margarida - Margarida
- 1980: Ponto de Partida
- 1981: Seis Personagens à Procura de um Autor
- 1983: A Mais Forte - Senhora X, além da Produção
- 1983: O Rapto das Cebolinhas - Cenário, Direção e Produção
- 1983: Os Mistérios do Sexo
- 1984: A Mais Forte - Senhora X, além da Produção
- 1984: Chapeuzinho Vermelho - Cenário, Direção e Produção
- 1985: A Caverna
- 1985: Dias Felizes
- 1985: Pluft, o Fantasminha - Cenário, Direção e Produção
- 1987: O Senhor Puntilla e Seu Criado Matti
- 1988/1995: Oficina de Leitura Dramática na Escola de Teatro da Bahia (leitura dramatizada) - Direção e Produção
- 1998: Mãe Coragem
- 1998: O Círculo de Giz
- 2000: O Terceiro Setor (leitura dramatizada)
- 2005: Afinal, Uma Mulher de Negócios
- 2005: O Insulto ao Público
- 2005: Ópera dos Três Centavos (leitura dramatizada)